# 경산시의회
경산시의회는 경상북도 경산시 지역을 관할하는 기초의회이다.